# Gymnophryxe theodori
Gymnophryxe theodori là một loài ruồi trong họ Tachinidae.